# 三日月大造
三日月 大造（みかづき たいぞう、1971年〈昭和46年〉5月24日 - ）は、日本の政治家。滋賀県知事（公選第18・19・20代）。関西広域連合広域連合長。地域政党チームしが特別顧問（執行部員ではない）。無所属。
松下政経塾出身。JR西日本勤務を経て、衆議院議員、国土交通大臣政務官（鳩山由紀夫内閣）、国土交通副大臣（菅直人内閣）、裁判官訴追委員会第2代理委員長などを務めた。元チームしが共同代表。

## 来歴

### 政界入り前
滋賀県大津市出身。父は中小企業の従業員。京都市右京区広沢小学校から2年時に大津市立日吉台小学校へ転校、大津市立日吉中学校、滋賀県立膳所高等学校、一橋大学経済学部卒業。中学・高校時代は生徒会長を務め、一橋大在学中は財政学の石弘光教授のゼミナールに所属していた。
指導教官の石から政治家に向いていると勧められ、政治家になるために他社の内定を辞退し、1994年、JR西日本に入社。同社では地方勤務を希望して広島支社に配属された。岩国駅で営業係として改札口に立つなどしたのち、1995年に阪神・淡路大震災の支援業務を希望して新長田駅及び神戸駅の仮駅舎で2か月間勤務した。その後、辞令を受けて運転士免許を取得し、1996年8月から一人乗務となった。JR西日本では労務、人事部門を歩むことを希望していたため、経験を積むことを目的として広島運転所の運転士となり、山陽本線岡山駅・徳山駅間の運転や、組合員との話し合いを行うなどした。これは、多数派の組合に所属する運転士が少なく、数年前にはストライキも発生していた広島運転所への配属に反対する人事課長に直談判を行って認められたという経緯による。
研修後は、広島支社営業課営業スタッフ、本社総合企画本部グループ経営推進室勤務を経て、1999年から西日本旅客鉄道労働組合中央本部青年女性委員長及び日本鉄道労働組合連合会青年・女性委員会議長を務め、選挙活動にも従事した。2002年にJR西日本を退社し、松下政経塾に入塾する（第23期生）。

### 民主党衆議院議員

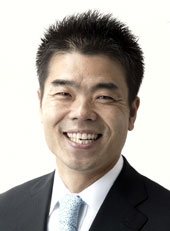
国土交通大臣政務官在任中に公表された肖像

2003年11月、第43回衆議院議員総選挙に、民主党公認で滋賀3区から出馬し、自由民主党公認の宇野治を破り初当選する（宇野も比例復活）。2005年9月の第44回衆議院議員総選挙では小泉旋風をかわし、266票差で再選（宇野は比例復活）。
2009年8月の第45回衆議院議員総選挙では、自民党の宇野に比例復活を許さず、3選。同年9月、鳩山由紀夫内閣で国土交通大臣政務官に任命される。なお、衆議院議員に当選後、JR西労組からの献金の記載漏れが発覚した。三日月の事務所は「献金に違法性はなく、政務官の職務も中立に遂行している。しかし、JRを所管する国土交通政務官の立場で、あらぬ疑いを抱かれるのは本意ではないため、献金の返還と今後の受け取りの自粛をしたい」とコメントした。
2010年6月、菅直人内閣で国土交通副大臣に就任した。同年9月、菅直人第1次改造内閣発足により退任し、民主党国会対策筆頭副委員長に就任。2011年9月、民主党税制調査会副会長に就任。
2012年6月より裁判官訴追委員会第2代理委員長。同年12月の第46回衆議院議員総選挙では、滋賀3区で自民党新人の武村展英に敗れるが、重複立候補していた比例近畿ブロックで復活し、4選。2013年1月より社会保障と税の一体改革調査会事務局長。同年9月、民主党副幹事長及び国会対策委員長代理に起用される。

### 2014年滋賀県知事選挙
2014年7月の滋賀県知事選挙に、三日月は民主党を離党し無所属で立候補した。出馬の検討段階であった同年3月、出馬に関する最初の報道がなされた。民主党や滋賀県連の幹部は三日月を説得し、現職の嘉田由紀子の去就を見定めてから判断するよう翻意を促したが、地元の首長らに対し「離党してでも出馬したい。その節はよろしくお願いする」と述べ、出馬に向けた準備を進めた。三日月の立候補に向けた動きを受け、嘉田知事は同年4月26日、三日月も同席する集会の席上で、候補者の一本化および同年5月7日に新たなグループ「チームしが」の設立を発表。4月28日、嘉田は自身を支持する地域政党「対話でつなごう滋賀の会」の幹部らに対し、「嘉田県政を若い人に引き継ぎたい」と述べ、3選不出馬の意向を表明した。嘉田の不出馬表明により、事実上嘉田の後継指名を受ける形での三日月の立候補が確実になった。5月8日、伊吹文明衆議院議長宛に辞職願を提出し、9日に受理された。三日月の辞職に伴い、第46回衆議院議員総選挙において滋賀1区で落選し、比例近畿ブロック次点であった川端達夫が繰り上げ当選した。また、三日月の離党に伴い、三日月が務めていた民主党滋賀県連代表に参議院議員の林久美子が就任した。

2014年滋賀県知事選挙における三日月（青）と小鑓隆史（緑）の得票率の差を表した地図
----
三日月は無党派層が多い湖南の都市部（草津市、湖南市、守山市、野洲市）を中心に票を伸ばした。

知事選挙は6月26日に告示され、三日月、嘉田に加え、武村正義ら滋賀県政の関係者で構成された「チームしが」が、「草の根自治」を標榜する選挙戦を展開した。三日月が離党して無所属で出馬したため、支持率が低迷する民主党は表立った推薦や選挙運動は控えたものの、民主党選挙対策委員長の馬淵澄夫が、三日月陣営の選挙対策本部長を務めて現地に張り付くほか、津村啓介、泉健太ら、2003年に初当選した同期の議員らが、三日月の支援を行い、連合滋賀も、三日月がJR西日本に勤務していた当時、連合傘下のJR西労組に所属していた縁で全面的に支援した。三日月は民社協会員であったため、民社協会も全面支援した。当初は三日月の劣勢が伝えられていたものの、与党である自民・公明両党が推薦する元経産技官の小鑓隆史を約1万3千票差で破り、当選。同年7月22日、滋賀県庁に初登庁。嘉田前知事が掲げていた「もったいない県政」や「卒原発」を継承する考えを表明した。滋賀1区、2区は敗北したが、滋賀3区および4区で圧勝し、逆転勝利した。

### 滋賀県政
2017年度第11回ベスト・プラウド・ファーザー賞 in 関西受賞。
2018年6月、チームしがを始め前回は対立した自民・公明両党の推薦も受け、知事選挙に再選した。2019年4月、大津市の龍谷大学農学部で、入澤崇学長より辞令を受け任期1年の客員教授に就任。滋賀県政において推進する持続可能な開発目標に関し教鞭を執るなどした。
同月、凍結されていた大戸川ダムに関し、洪水対策にダムが有効であるとして「住民の安全、安心のためには必要だ」と表明。国土交通省にも報告し、面談した黒川純一良近畿地方整備局長からは「重く受け止める」との発言がなされた。
ハザードマップに基づいた安全なまちづくりの先駆的な取り組みの展開に対する多大な貢献により、2020年度日本地理学会賞（社会貢献部門）受賞。
2022年7月10日の知事選で自民・立民・国民・公明の各党から支持を受け3選。同年12月1日に関西広域連合長に選出。2024年11月21日、広域連合長に再選された。

## 政策・主張

### 国会議員時代の政策・主張
- 永住外国人への地方選挙権付与に賛成[25]。
- 日本国憲法の改正に反対[26]。
- 集団的自衛権の行使を禁じた内閣法制局の憲法解釈の見直しに反対[26]。
- 日本の核武装について「将来にわたって検討すべきでない」としている[26]。
- 原子力規制委員会の新基準を満たした原子力発電所の再稼働に賛成[26]。
- 女性宮家の創設に賛成[26]。
- 選択的夫婦別姓制度の導入に賛成[27]。
- 健康増進法を努力規定ではなく義務規定として、受動喫煙防止を徹底することに反対[28]。

### 滋賀県知事選挙における主な公約
- 2014年の知事選では北陸新幹線敦賀以西のルート選定について米原ルートを支持したほか、リニア中央新幹線の開業を見越した東海道新幹線の米原・京都駅間の新駅設置に向けた議論の促進、及びそれに向けた栗東地域の後継プランの完遂、米原駅の積極的な活用を掲げた[29]。2016年に北陸新幹線延伸の与党PTが「小浜・京都ルート」採用を決定。その後は同ルートを容認する姿勢に転じている[30]。
- 国道バイパス整備の推進[29]。
- 小谷城や黒丸でのスマートICの増設の推進[29]。
- 風で止まらない湖西線への対策、草津線の利便性向上[29]。
- 関西広域連合と連携し、京滋ドクターヘリの共同運航の実現[29]。
- 歴史・文化遺産や豊かな自然の宝庫である滋賀県の観光振興に向け、「観光立県・しが」を目指す新たな観光振興ビジョンを策定し「ようこそ滋賀」キャンペーンを展開。湖上スポーツ、農山漁村体験、芸術鑑賞等の教育旅行や体験観光、環境観光をキーワードに全国・世界から琵琶湖への観光客の誘致を推進[29]。
- 激務やサービス残業が慢性化している医療・介護・福祉・保育に関わる処遇の改善及び人材の確保、ブラック企業の根絶。
- 文化・スポーツ政策における国民文化祭の誘致、プロスポーツイベントが可能な施設整備。
- 教育分野では、いじめ防止のための権力者による監視強化・管理教育よりも中高生のモニター制度、生徒会の権限強化等、生徒らの意見が反映される仕組みを作る。
- 老朽化したトンネル等の整備及び自転車道の充実、通学路の安全確保。
- 原発に依存しない電力の地産地消を目指し、家庭向け太陽光パネル設置の補助金制度の設立。
- 琵琶湖のマザーレイク21計画及び内湖再生プロジェクトを推進し環境保護・再生によって観光資源の価値を高める。
- 県民参加の事業仕分けの実施[31]。
- 滋賀県立高等専門学校の設立。

## 人物
- 2002年に父親をがんで失っており、父の死について「死への恐怖、痛みなどに耐える父の姿、逝く姿に接して、私は『有限の生』を完全燃焼させることをより強く誓った」と述べた[32]。
- 好物はキウイフルーツ、トンカツ、ふな寿司（鮒鮨）[3]。鮒鮨は、琵琶湖の沖島で自ら仕込んでいる[33]。
- 趣味はテニス、旅行、版画[3]。
- 喫煙者である[28]。
- 家族は妻、2男1女[3]。
- 愛読書は松下幸之助の『崩れゆく日本をどう救うか』[4]。

## 選挙歴
| 当落 | 選挙                   | 執行日         | 年齢 | 選挙区              | 政党   | 得票数     | 得票率 | 定数 | 得票順位 /候補者数 | 政党内比例順位 /政党当選者数 |
| ---- | ---------------------- | -------------- | ---- | ------------------- | ------ | ---------- | ------ | ---- | ------------------ | ---------------------------- |
| 当   | 第43回衆議院議員総選挙 | 2003年11月09日 | 32   | 滋賀3区             | 民主党 | 6万4225票  | 48.02% | 1    | 1/4                | /                            |
| 当   | 第44回衆議院議員総選挙 | 2005年09月11日 | 34   | 滋賀3区             | 民主党 | 7万4272票  | 46.83% | 1    | 1/3                | /                            |
| 当   | 第45回衆議院議員総選挙 | 2009年08月30日 | 38   | 滋賀3区             | 民主党 | 10万3445票 | 60.84% | 1    | 1/4                | /                            |
| 比当 | 第46回衆議院議員総選挙 | 2012年12月16日 | 41   | 比例近畿（滋賀3区） | 民主党 | 5万3257票  | 34.76% | 1    | 2/4                | 2/3                          |
| 当   | 2014年滋賀県知事選挙   | 2014年7月13日  | 43   |                     | 無所属 | 25万3728票 | 46.32% | 1    | 1/3                | /                            |
| 当   | 2018年滋賀県知事選挙   | 2018年6月24日  | 47   |                     | 無所属 | 37万7132票 | 83.00% | 1    | 1/2                | /                            |
| 当   | 2022年滋賀県知事選挙   | 2022年7月10日  | 51   |                     | 無所属 | 53万460票  | 86.85% | 1    | 1/2                | /                            |

## 所属団体・議員連盟
- 日韓議員連盟
- 在日韓国人をはじめとする永住外国人住民の法的地位向上を推進する議員連盟
- 競馬産業研究会
- 航空宇宙産業推進議員連盟
- 自転車活用推進議連
- ツーリズム推進議員連盟
- 発達障害支援を考える議員連盟
- 医療事故防止議員連盟
- 医療現場の危機打開と再建をめざす国会議員連盟
- ドクターヘリ推進議員連盟
- 民主党難病対策推進議員連盟
- 身体障害者補助犬を推進する議員の会
- 臓器移植法改正推進議員連盟
- チャイルドライン支援議員連盟
- 少子化社会対策議員連盟
- 子どもの未来を考える議員連盟
- 民主党障がい者政策推進議員連盟
- 海洋立国日本推進議員連盟
- 日本伝統文化活性化議員連盟
- 和装振興議員連盟
- 米消費拡大・純米酒推進議員連盟
- 食の安全研究議員連盟
- 新交通システム推進議員連盟（事務局長代行）
- リニア中央新幹線推進議員連盟
- 整備新幹線を推進する議員の会